# Breve (musica)

Brevi in differenti notazioni (al centro quella antica, ai lati due varianti moderne, di cui quella più comune a sinistra)

Pausa di breve

Nella notazione musicale, la breve è un valore musicale eseguita con la durata doppia dell'intero. È rappresentata da una testa rettangolare vuota o, più recentemente, da una testa ovale vuota tra due barre laterali. La breve è oggi compresa nel sistema moderno di notazione musicale come valore più lungo in assoluto. Nel Medioevo fu la base del sistema mensurale, tanto che, oltre alla longa, era l'unica articolazione ritmica del canto polifonico. Col suo sottomultiplo semibrevis, simplex longa e duplex longa, furono le quattro note più usate nel periodo fra il XII e il XIII secolo, per poi suddividersi nelle ulteriori minima e semiminima. Una volta che il contrappunto vocale rinascimentale diede spazio a ripartizioni della semibreve sempre più piccole per durata, la breve fu sempre meno usata, e oggi lo è scarsamente. Vale 84 (otto quarti).
La pausa di breve è la corrispondente pausa. È rappresentata da un rettangolo pieno che poggia sul lato breve, ed è posta tra la terza e la quarta linea del pentagramma.